# Malabaila tempskyana
Malabaila tempskyana är en flockblommig växtart som beskrevs av Josef Franz Freyn och Paul Ernst Emil Sintenis. Malabaila tempskyana ingår i släktet Malabaila och familjen flockblommiga växter. Inga underarter finns listade i Catalogue of Life.